# Ormosia hekouensis
Ormosia hekouensis är en ärtväxtart som beskrevs av R.H.Chang. Ormosia hekouensis ingår i släktet Ormosia och familjen ärtväxter. Inga underarter finns listade i Catalogue of Life.